# Powfu
Isaiah Faber (Vancouver, 31 de marzo de 1999) conocido artísticamente como Powfu, es un cantante, compositor y rapero canadiense. Es conocido por su canción Death Bed.

## Carrera
El 8 de febrero de 2020 lanzó el sencillo Death Bed que contiene una parte del sencillo Coffee de beabadoobee. La canción ha recibido más de mil millones de reproducciones en Spotify y alcanzó el número 27 en el Billboard Hot 100 después de acumular popularidad a través de la aplicación de compartir videos, TikTok, donde han sido publicados más de 3 millones de videos usando la canción.
La canción aparece en su EP Poems of the Past que fue lanzado el 15 de mayo de 2020 bajo el sello Columbia Records.

## Discografía

### Discos
| Título                                          | Detalles                                                                                             | Canciones |
| ----------------------------------------------- | --- | --- |
| Some Boring Love Stories                        | - Lanzamiento: 2018 - Sello: PowPow - Formato: Descarga digital, streaming                           | 1. Life is Changing 2. The Story of the Paper Boy 3. Nothing Matters 4. I Can't Sleep 5. In a Bit                                                        |
| Some Boring Love Stories, Pt. 2                 | - Lanzamiento: 2019 - Sello: PowPow - Formato: Descarga digital, streaming                           | 1. Blue Waves 2. Good for Nothing |
| Some Boring Love Stories, Pt. 3                 | - Lanzamiento: 2019 - Sello: PowPow - Formato: Descarga digital, streaming                           | 1. I Won't Let You Down 2. What This Means 3. Met at a Party 4. I Miss The Old You                                                                       |
| Some Boring Love Stories, Pt. 4                 | - Lanzamiento: 12 de noviembre de 2019 - Sello: PowPow - Formato: Descarga digital, streaming        | 1. Step into my life 2. Hear my thoughts 3. When things were awkward                                                                                     |
| Poems of the Past                               | - Lanzamiento: 15 de mayo de 2020 - Sello: Columbia Records - Formato: Descarga digital, streaming   | 1. Death bed (coffee for your head) 2. Im used to it 3. Ill come back to you 4. A world of chaos 5. Popular girl, typical boy 6. Death bed - bonus remix |
| tell me your feelings and I won't tell you mine | - Lanzamiento: 8 de octubre de 2021 - Sello: Columbia Records - Formato: Descarga digital, streaming | 1. snowflake 2. soda stream sky 3. ice heart 4. a castel by the sea 5. tinted green                                                                      |

### Sencillos
| Título                                                                      | Año  | Posicionamiento en listas | Posicionamiento en listas | Posicionamiento en listas | Posicionamiento en listas | Posicionamiento en listas | Posicionamiento en listas | Posicionamiento en listas | Posicionamiento en listas | Posicionamiento en listas | Posicionamiento en listas | Certificaciones                         | Álbum             |
| Título                                                                      | Año  | CAN                       | AUS                       | IRE                       | NL                        | NOR                       | NZ                        | SWE                       | SWI                       | UK                        | US                        | Certificaciones                         | Álbum             |
| --------------------------------------------------------------------------- | ---- | ------------------------- | ------------------------- | ------------------------- | ------------------------- | ------------------------- | ------------------------- | ------------------------- | ------------------------- | ------------------------- | ------------------------- | --------------------------------------- | ----------------- |
| "Letters in December" (con Rxseboy)                                         | 2019 | —                         | —                         | —                         | —                         | —                         | —                         | —                         | —                         | —                         | —                         |                                         | Sin Álbum         |
| "Dead Eyes" (con Promoting Sounds & Ouse!)                                  | 2019 | —                         | —                         | —                         | —                         | —                         | —                         | —                         | —                         | —                         | —                         |                                         | Sin Álbum         |
| "Hide in Your Blue Eyes" (con Thomas Reid)                                  | 2019 | —                         | —                         | —                         | —                         | —                         | —                         | —                         | —                         | —                         | —                         |                                         | Sin Álbum         |
| "Laying on My Porch While We Watch the World End." (con Rxseboy & Slipfunc) | 2020 | —                         | —                         | —                         | —                         | —                         | —                         | —                         | —                         | —                         | —                         |                                         | Sin Álbum         |
| "Don't Fall Asleep Yet" (con ENRA)                                          | 2020 | —                         | —                         | —                         | —                         | —                         | —                         | —                         | —                         | —                         | —                         |                                         | Sin Álbum         |
| "Death Bed" (featuring beabadoobee)                                         | 2020 | 11                        | 5                         | 7                         | 11                        | 14                        | 5                         | 15                        | 14                        | 4                         | 26                        | - ARIA: Platino - RMNZ: Oro - RIAA: Oro | Poems of the Past |
| "I'm Used to It"                                                            | 2020 | —                         | —                         | —                         | —                         | —                         | —                         | —                         | —                         | —                         | —                         |                                         | Poems of the Past |
| "I'll Come Back to You"                                                     | 2020 | —                         | —                         | —                         | —                         | —                         | —                         | —                         | —                         | —                         | —                         |                                         | Poems of the Past |